# レッドラディエンス
レッドラディエンス（欧字名:Red Radiance、2019年4月20日 - ）は、日本の競走馬。2024年の七夕賞の勝ち馬である。
馬名の意味は、冠名＋光輝、きらめき。

## 経歴

### 2歳（2021年）
8月8日函館芝1800mの2歳新馬戦に1番人気で出走。道中中団追走も直線で伸びを欠き6着に敗れるも、連闘で挑んだ8月14日札幌芝1800mの2歳未勝利戦では後方2番手から脚を溜め、直線で鋭く抜け出すと後続に2馬身差をつけ2戦目で初勝利を挙げる。11月7日の百日草特別（1勝クラス）3着を挟んで、11月28日のベゴニア賞（1勝クラス）では中団の外目を追走し直線で懸命に追い上げると先に抜け出したリアグラシアをクビ差で差し切り2勝目を挙げる。

### 3歳（2022年）～4歳（2023年）
休養中に藤沢和雄の定年による厩舎解散に伴い、栗東・友道康夫厩舎に移籍。移籍初戦となった2022年7月9日の猪苗代特別（2勝クラス）で2着と好走するも再び休養に入る。復帰戦となった翌2023年4月16日の蓬莱峡特別（2勝クラス）では道中2番手追走も逃げ粘るシェイリーンを捕え切れず2着に敗れたが、5月6日の鴨川特別（2勝クラス）は中団追走から直線でしぶとく抜け出すと後続に3/4馬身差をつけ3勝目をマークする。この後、関ヶ原ステークス（3勝クラス）と日本海ステークス（3勝クラス）では共に2着となり、4歳シーズンを終えた。

### 5歳（2024年）
2月18日のJRAウルトラプレミアム・コパノリッキーカップ（3勝クラス）で始動。スタートからハナに立つと直線でも脚色は衰えず押し切って4勝目を挙げてオープン入りする。5月4日のメトロポリタンステークスでは3番手追走から脚を伸ばしたがバトルボーンの逃げ切りを許し2着となる。重賞初挑戦となった七夕賞では道中後方待機から直線で外から脚を伸ばして先頭に立つと最後はキングズパレスの追撃を2馬身差で振り切り重賞初制覇を果たした。重賞連勝を狙った9月1日の新潟記念では中団追走も直線で伸びを欠いて5着に敗れた。その後、11月30日のチャレンジカップに向けて調整されていたが、左前浅屈腱炎が判明。12月2日に所有する東京サラブレッドクラブにより現役を引退することが発表された。12月4日付けでJRAの競走馬登録を抹消された。引退後は乗馬となる予定。

## 競走成績
以下の内容は、JBISサーチおよびnetkeiba.comに基づく。
| 競走日     | 競馬場 | 競走名          | 格   | 距離（馬場）  | 頭 数 | 枠 番 | 馬 番 | オッズ （人気） | 着順 | タイム （上り3F） | 着差 | 騎手        | 斤量 [kg] | 1着馬（2着馬）       | 馬体重 [kg] |
| ---------- | ------ | --------------- | ---- | ------------- | ----- | ----- | ----- | --------------- | ---- | ----------------- | ---- | ----------- | --------- | -------------------- | ----------- |
| 2021.08.08 | 函館   | 2歳新馬         |      | 芝1800m（良） | 13    | 1     | 1     | 001.50（1人）   | 06着 | R1:53.2（35.7）   | -0.4 | 0C.ルメール | 54        | ダークエクリプス     | 484         |
| 0000.08.14 | 札幌   | 2歳未勝利       |      | 芝1800m（良） | 6     | 3     | 3     | 001.90（1人）   | 01着 | R1:49.4（35.5）   | -0.3 | 0C.ルメール | 54        | （マイネルシーマー） | 476         |
| 0000.11.07 | 東京   | 百日草特別      | 1勝  | 芝2000m（良） | 8     | 5     | 5     | 002.00（1人）   | 03着 | R2:02.8（33.5）   | -0.1 | 0C.ルメール | 55        | オニャンコポン       | 490         |
| 0000.11.28 | 東京   | ベゴニア賞      | 1勝  | 芝1600m（良） | 8     | 7     | 7     | 005.50（4人）   | 01着 | R1:34.7（34.3）   | -0.0 | 0R.ムーア   | 55        | （リアグラシア）     | 486         |
| 2022.07.09 | 福島   | 猪苗代特別      | 2勝  | 芝2000m（良） | 13    | 8     | 13    | 002.40（1人）   | 02着 | R2:01.9（35.0）   | -0.1 | 0戸崎圭太   | 54        | マイネルマーティン   | 494         |
| 2023.04.16 | 阪神   | 蓬莱峡特別      | 2勝  | 芝1800m（稍） | 11    | 6     | 7     | 004.60（3人）   | 02着 | R1:47.3（34.1）   | -0.3 | 0吉田隼人   | 58        | シェイリーン         | 494         |
| 0000.05.06 | 京都   | 鴨川特別        | 2勝  | 芝2000m（良） | 10    | 4     | 4     | 001.60（1人）   | 01着 | R1:58.8（33.7）   | -0.1 | 0川田将雅   | 58        | （ピノクル）         | 488         |
| 0000.07.15 | 中京   | 関ケ原S         | 3勝  | 芝2000m（良） | 11    | 5     | 5     | 001.90（1人）   | 02着 | R2:01.5（33.5）   | -0.1 | 0川田将雅   | 58        | ファユエン           | 486         |
| 0000.08.19 | 新潟   | 日本海S         | 3勝  | 芝2200m（良） | 13    | 5     | 7     | 008.80（4人）   | 02着 | R2:11.5（35.3）   | -0.1 | 0石川裕紀人 | 58        | ドゥレッツァ         | 490         |
| 2024.02.18 | 東京   | コパノリッキーC | 3勝  | 芝2000m（良） | 9     | 4     | 4     | 002.60（2人）   | 01着 | R2:01.8（33.1）   | -0.1 | 0戸崎圭太   | 58        | （トーセンリョウ）   | 498         |
| 0000.05.04 | 東京   | メトロポリタンS | L    | 芝2400m（良） | 8     | 2     | 2     | 004.20（2人）   | 02着 | R2:23.7（34.0）   | -0.3 | 0戸崎圭太   | 57        | バトルボーン         | 496         |
| 0000.07.07 | 福島   | 七夕賞          | GIII | 芝2000m（良） | 15    | 3     | 4     | 004.30（2人）   | 01着 | R1:57.9（34.9）   | -0.3 | 0戸崎圭太   | 57        | （キングズパレス）   | 488         |
| 0000.09.01 | 新潟   | 新潟記念        | GIII | 芝2000m（良） | 11    | 8     | 12    | 004.20（2人）   | 05着 | R1:58.3（33.4）   | -0.3 | 0戸崎圭太   | 58.5      | シンリョクカ         | 498         |

## 血統表
| レッドラディエンスの血統                  | レッドラディエンスの血統                               | レッドラディエンスの血統 | （血統表の出典）     | （血統表の出典） |
| 父系                                      | サンデーサイレンス系                                   | サンデーサイレンス系     | サンデーサイレンス系 |                  |
| 父 ディープインパクト 鹿毛 2002           | 父の父*サンデーサイレンス Sunday Silence 青鹿毛 1986   | Halo                     | Hail to Reason       | Hail to Reason   |
| 父 ディープインパクト 鹿毛 2002           | 父の父*サンデーサイレンス Sunday Silence 青鹿毛 1986   | Halo                     | Cosmah               |                  |
| 父 ディープインパクト 鹿毛 2002           | 父の父*サンデーサイレンス Sunday Silence 青鹿毛 1986   | Wishing Well             | Understanding        | Understanding    |
| 父 ディープインパクト 鹿毛 2002           | 父の父*サンデーサイレンス Sunday Silence 青鹿毛 1986   | Wishing Well             | Mountain Flower      |                  |
| 父 ディープインパクト 鹿毛 2002           | 父の母*ウインドインハーヘア Wind in Her Hair 鹿毛 1991 | Alzao                    | Lyphard              | Lyphard          |
| 父 ディープインパクト 鹿毛 2002           | 父の母*ウインドインハーヘア Wind in Her Hair 鹿毛 1991 | Alzao                    | Lady Rebecca         |                  |
| 父 ディープインパクト 鹿毛 2002           | 父の母*ウインドインハーヘア Wind in Her Hair 鹿毛 1991 | Burghclere               | Busted               | Busted           |
| 父 ディープインパクト 鹿毛 2002           | 父の母*ウインドインハーヘア Wind in Her Hair 鹿毛 1991 | Burghclere               | Highclere            |                  |
| 母 *ペルフォルマーダ Performada 鹿毛 2011 | 母の父Jump Start 黒鹿毛 1999                           | A.P. Indy                | Seattle Slew         | Seattle Slew     |
| 母 *ペルフォルマーダ Performada 鹿毛 2011 | 母の父Jump Start 黒鹿毛 1999                           | A.P. Indy                | Weekend Surprise     |                  |
| 母 *ペルフォルマーダ Performada 鹿毛 2011 | 母の父Jump Start 黒鹿毛 1999                           | Steady Cat               | Storm Cat            | Storm Cat        |
| 母 *ペルフォルマーダ Performada 鹿毛 2011 | 母の父Jump Start 黒鹿毛 1999                           | Steady Cat               | Hopespringsforever   |                  |
| 母 *ペルフォルマーダ Performada 鹿毛 2011 | 母の母Perversa 芦毛 1996                               | Fitzcarraldo             | Cipayo               | Cipayo           |
| 母 *ペルフォルマーダ Performada 鹿毛 2011 | 母の母Perversa 芦毛 1996                               | Fitzcarraldo             | Stall Only           |                  |
| 母 *ペルフォルマーダ Performada 鹿毛 2011 | 母の母Perversa 芦毛 1996                               | Peanut                   | Logical              | Logical          |
| 母 *ペルフォルマーダ Performada 鹿毛 2011 | 母の母Perversa 芦毛 1996                               | Peanut                   | Nut                  |                  |
| 母系(F-No.)                               | (FN:1-ｍ)                                              | (FN:1-ｍ)                | (FN:1-ｍ)            | [ § 2 ]          |
| 5代内の近親交配                           | アウトブリード                                         | アウトブリード           | アウトブリード       | [ § 3 ]          |
| 出典                                      | 1. 2. 3.                                               | 1. 2. 3.                 | 1. 2. 3.             | 1. 2. 3.         |